# Picotet perlat
El picotet perlat (Picumnus steindachneri) és una espècie d'ocell de la família dels pícids (Picidae) que habita boscos de les muntanyes del nord-est del Perú, entre els 1350 i els 2000 m.

## Descripció
El piculet de pit motejat fa 9 a 10 cm (3.5 a 3.9 in) de llarg i pesa uns 10 g (0.35 oz). Els mascles adults tenen una gorra negra amb una taca vermella al front i taques blanques a la resta. Les seves parts superiors són de color marró grisenc les plomes tenen vores gris pàl·lid i marques fosques prop de l'extrem que donen un aspecte festonat. La seva gropa és més pàl·lida. Les seves plomes de vol són marrons amb vores de color gris pàl·lid o blanques a les secundaris i tercials. La seva cua és negra; el parell de plomes més interior té xarxes interiors majoritàriament blanques i els dos parells exteriors tenen una taca blanca prop de l'extrem. Les plomes de la barbeta i la gola són blanques amb puntes negres. El seu pit és negre amb grans taques blanques en forma de llàgrima, i el seu ventre i les cobertores de sota de la cua són blanques amb amples barres negres. Les femelles adultes són idèntiques però amb petites taques blanques en lloc de vermelles al front.